# Slávka Zámečníková
Slávka Zámečníková (* 23. Dezember 1991 in Bánovce nad Bebravou) ist eine slowakische Opernsängerin im Stimmfach lyrischer Sopran.

## Biografie

### Ausbildung und erste Engagements
Slávka Zámečníková sang von Kindheit an gerne, doch da in ihrer Familie keine Musiker waren, verband sie damit zunächst keine berufliche Perspektive. Erst als sie mit 16 Jahren zum ersten Mal eine Opernaufführung besuchte, entstand der Wunsch, auf den Bühnen des Musiktheaters zu wirken. Bis 2015 studierte sie Gesang am Konservatorium Bratislava bei Božena Ferancová und anschließend bis zu ihrem Masterabschluss im Jahr 2019 an der Hochschule für Musik Hanns Eisler Berlin bei Anna Samuil. Meisterkurse bei Anna Tomowa-Sintow, Francisco Araiza, Deborah Polaski, Patricia McCaffrey, Renée Morloc, Thomas Quasthoff und die Meisterklasse Corso d’Opera in Montepulciano mit Luciana D’Intino ergänzten ihre Ausbildung. Von September 2017 bis Juli 2019 war sie als Stipendiatin der Liz Mohn Kultur- und Musikstiftung Mitglied des Internationalen Opernstudios der Staatsoper Unter den Linden Berlin und trat dort in kleinen und mittleren Rollen wie z. B. Erste Dame (Zauberflöte) und Flora Bervoix (La traviata) auf. Im Januar 2020 gab sie an diesem Haus ihr Rollendebüt als Nannetta in Falstaff.

### Entwicklung als Opernsängerin
Seit der Spielzeit 2020/21 ist Slávka Zámečníková Ensemblemitglied der Wiener Staatsoper, wo sie sich als Norina in Don Pasquale vorstellte und im Mai 2021 in der Titelrolle von L’incoronazione di Poppea Beachtung fand. Des Weiteren stellte sie an diesem Haus 2021 die Nannetta in Falstaff und 2022 u. a. die Sophie in Werther, die Euridice in L’Orfeo und die Micaëla in Carmen dar. 
Als Mozartsängerin trat sie erstmals am Hessischen Staatstheater Wiesbaden in Erscheinung, 2019 als Ilia in Idomeneo und im Folgejahr als Gräfin in Le nozze di Figaro. Die Donna Anna in Don Giovanni stellte sie 2022 an der Staatsoper Unter den Linden, Berlin und 2023 an der Wiener Staatsoper dar. Im März 2023 trat sie erstmals am Slowakischen Nationaltheater Bratislava auf und gab dort ihr Rollendebüt als Pamina in Die Zauberflöte. Ihr Hausdebüt an der Pariser Oper gab sie im Mai 2023 als Musetta in La Bohème. Ihren ersten Auftritt in den Vereinigten Staaten hatte sie im Oktober 2023 als Adina in L’elisir d’amore an der San Francisco Opera.

### Rollendebüts (Auswahl)
| Debüt in | Rolle                              | Bühne                                   |
| -------- | ---------------------------------- | --------------------------------------- |
| 2018-06  | Sophie (Werther)                   | Prager Nationaltheater                  |
| 2019-05  | Ilia (Idomeneo)                    | Hessisches Staatstheater Wiesbaden      |
| 2020-01  | Nannetta (Falstaff)                | Staatsoper Unter den Linden, Berlin     |
| 2020-02  | Dircé (Medea (Cherubini))          | Staatsoper Unter den Linden, Berlin     |
| 2020-09  | Gräfin (Le nozze di Figaro)        | Staatstheater Wiesbaden                 |
| 2020-10  | Norina (Don Pasquale)              | Wiener Staatsoper                       |
| 2021-05  | Poppea (L’incoronazione di Poppea) | Wiener Staatsoper                       |
| 2022-01  | Musetta (La Bohème)                | Wiener Staatsoper                       |
| 2022-04  | Donna Anna (Don Giovanni)          | Staatsoper Unter den Linden, Berlin     |
| 2022-06  | Euridice (L’Orfeo)                 | Wiener Staatsoper                       |
| 2022-09  | Micaëla (Carmen)                   | Wiener Staatsoper                       |
| 2023-02  | Marzelline (Fidelio)               | Wiener Staatsoper                       |
| 2023-03  | Pamina (Die Zauberflöte)           | Slowakisches Nationaltheater Bratislava |
| 2023-09  | Servilia (La clemenza di Tito)     | Wiener Staatsoper                       |
| 2023-11  | Adina (L’elisir d’amore)           | San Francisco Opera                     |
| 2024-03  | Sophie (Der Rosenkavalier)         | Wiener Staatsoper                       |
| 2024-05  | Susanne (Le nozze di Figaro)       | Wiener Staatsoper                       |

## Preise und Auszeichnungen
- 1. Preis beim Internationalen Gesangswettbewerb Imrich Godin, Vráble (2015)
- 3. Preis beim Otto Edelmann Wettbewerb, Wien (2016)
- 1. Preis und Sonderpreise beim Internationalen Antonín Dvořák Wettbewerb, Karlsbad (2016)[32]
- 1. Preis und Preis des Slowakischen Nationaltheaters beim Internationalen Mikulas Schneider-Trnavsky Wettbewerb, Trnava (2017)
- 1. Preis und Sonderpreise beim Internationalen Gesangswettbewerb der Accademia Belcanto, Graz (2018)[33]
- 2. Preis beim Bundeswettbewerb Gesang, Berlin (2018)[34]
- 2. Preis beim 10. Internationalen Stanislaw Moniuszko Gesangswettbewerb, Warschau (2019)[35]
- 3. Preis beim 38. Internationalen Hans Gabor Belvedere Gesangswettbewerb, Villach (2019)[36]
- 3. Preis beim Internationalen Gesangswettbewerb Neue Stimmen der Bertelsmann Stiftung (2019)[37]